# شهلایی
شهلایی یک نام خانوادگی‌ است. افراد شاخص با این نام از این قرارند:
- رضا شهلایی
- عبدالرضا شهلایی
- لورنس شهلایی